# FairTest
Національний центр чесного та відкритого тестування, також відомий, як FairTest, є американською освітньою організацією, яка займається проблемами, пов’язаними із справедливістю та точністю під час складання тестів і оцінювання знань учнів.

## Історія
FairTest було засновано в 1985 році лідерами громадських прав і освітніх груп, щоб просувати свою точку зору про те, що неправильне використання, надмірне використання та недоліки стандартизованої практики тестування можуть бути шкідливими для академічних досягнень і рівних можливостей.
FairTest спрямовує кампанії проти передбачуваної надмірної залежності від стандартизованих тестів, водночас відстоюючи альтернативи, які, як вони стверджують, можуть підвищити справедливість і якість освіти. FairTest надає відповідну інформацію громадськості та політикам, організовує спільні альянси з реформування оцінювання, надає навчання та підтримку батькам, учням, викладачам, правозахисним та громадським організаціям. Група зосереджена на тестуванні в державних школах (K-12) і вступі до університетів. Його зусилля зосереджені на національному рівні, наприклад, на вимогах федерального тестування та вступних тестах до коледжу (наприклад, SAT і ACT ), а також працюють з державними та місцевими активістами реформи тестування.

## Освіта K-12
FairTest також вивчає дитячий садок через питання оцінювання 12-го класу. Вона інформує громадськість про те, що існують негативні наслідки тестування з високими ставками, і захищає альтернативи оцінювання студентів і забезпечення відповідальності. Вона, також працює над тим, щоб скасувати державну та місцеву політику, яка вимагає від учнів проходження стандартизованого тесту (коли всі учні складають іспит за досить однакових умов), щоб закінчити школу або перейти до наступного класу. Вона містить багато матеріалів про альтернативне оцінювання успішності, та їх використання для навчання та вдосконалення школи.
На даний момент FairTest зосереджена на реформуванні федерального закону «Без залишених дітей», щоб зробити його ефективним інструментом для покращення школи, а також на мобілізації тих, хто виступає проти поточної версії NCLB, для захисту кращого закону. У січні 2012 року FairTest опублікував звіт, у якому докладно стверджував, що NCLB був невдалим.
Починаючи з 2004 року, FairTest об’єднав понад 128 національних освітніх, громадських, релігійних організацій, організацій з обмеженими можливостями та громадських організацій, щоб схвалити Спільну організаційну заяву щодо NCLB. На основі Спільної заяви була створена робоча група під назвою - «Форум з освітньої відповідальності », яка розробила рекомендації щодо нового федерального закону, до якого булоб внесені наступні зміни:
- Покращувати школи за допомогою високоякісного професійного розвитку вчителів та адміністраторів.
- Більш глибоко залучати батьків до вдосконалення школи та дозволити сім’ям краще брати участь у навчанні своїх дітей.
- Продовжуйте оцінювати та звітувати про навчання студентів, але спирайтеся на численні показники, а не лише на результати тестів. Очікування щодо досягнень були б реалістичними, базуючись на темпах покращення, фактично досягнутих школами. Цільова допомога замінить санкції.

У 2009 році FairTest заснував щорічну нагороду для визнання освітніх лідерів, які рішуче відстоювали принципи, які поділяє FairTest. Нагорода називається «Нагорода Дебори В. Меєр Герой в освіті». Серед одержувачів – Дебора Майєр. Даян Равіч, Джонатан Козол, Мішель Файн, Карен Льюїс (лідер робітників), Леон Ботштейн, Лані Гіньє та Ненсі Карлсон-Пейдж.

## Прийом до університету

### Факультативні школи SAT
FairTest стверджує, що стандартизований тест (усі студенти складають той самий тест за однакових умов), такий як SAT або ACT, «постійно занижує показники жінок, афроамериканців, людей, рідною мовою яких не є англійська, і взагалі будь-кого, хто не хороший тестувальник». Fairtest веде список із майже 850 факультативних шкіл SAT.

### Інші іспити
FairTest також працює над тим, щоб зупинити зловживання стандартизованими вступними іспитами, такими як національні стипендії за заслуги, які, як стверджується, створюють несправедливі перешкоди для рівних можливостей і якості освіти, покладаючись на результати тестів для надання мільйонної допомоги на навчання.

## Суперечка
У 2004 році Рада коледжів, власники SAT, попросили FairTest видалити детальний аналіз результатів стандартизованих тестів за расою, доходом і статтю. Організація FairTest відмовилися, її рішення підтримали Рада Коледжу, стверджуючи, що стажист написав листа з погрозами без дозволу.

## Критика
Консервативні блогери розпочали атаку на FairTest, стверджуючи, що ймовірна відсутність облікових даних, нібито неправдиві твердження, та нібито політичні зв’язки тих, хто керує організацією; неназвані джерела фінансування та податкові декларації організації викликають запитання до організації. «Політика Тестівних факультативів у коледжах та університетах призводить до штучно завищених середніх балів SAT серед нових першокурсників, ... що значною мірою підживлюється політичними активістами FairTest, ... є достатньою причиною для ЗМІ та академічних організації переоцінити свою залежність від FairTest та інших політичних організацій для вагомого внеску в дебати щодо вступу до коледжу».

## Зовнішні посилання
- Офіційний веб-сайт
- Рада коледжу просить групу не публікувати аналіз тестів - The New York Times
- Форум освітньої відповідальності